# 安治川部屋
安治川部屋（あじがわべや）は、日本相撲協会所属で伊勢ヶ濱一門の相撲部屋である。

## 歴史

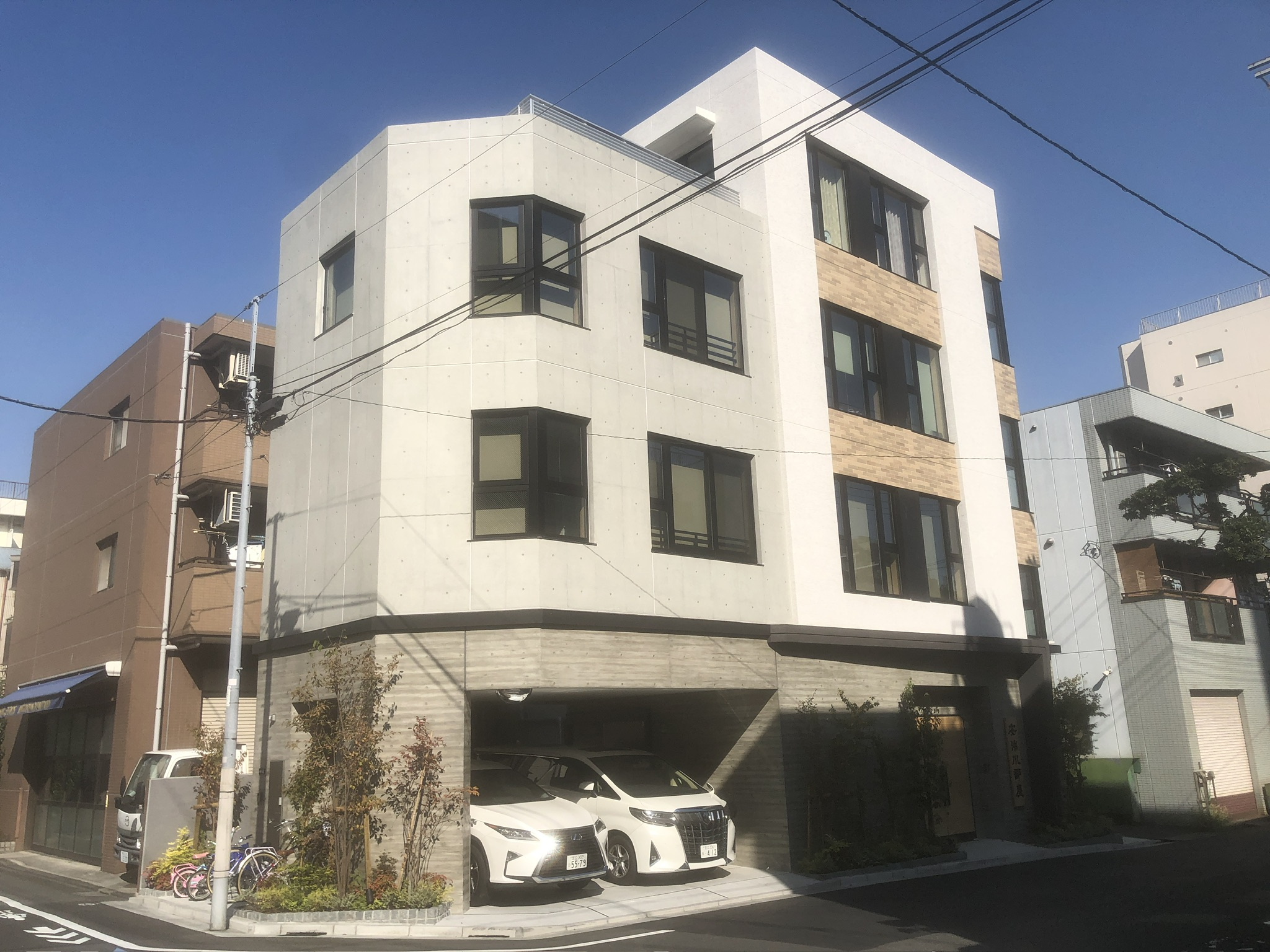
安治川部屋の外観

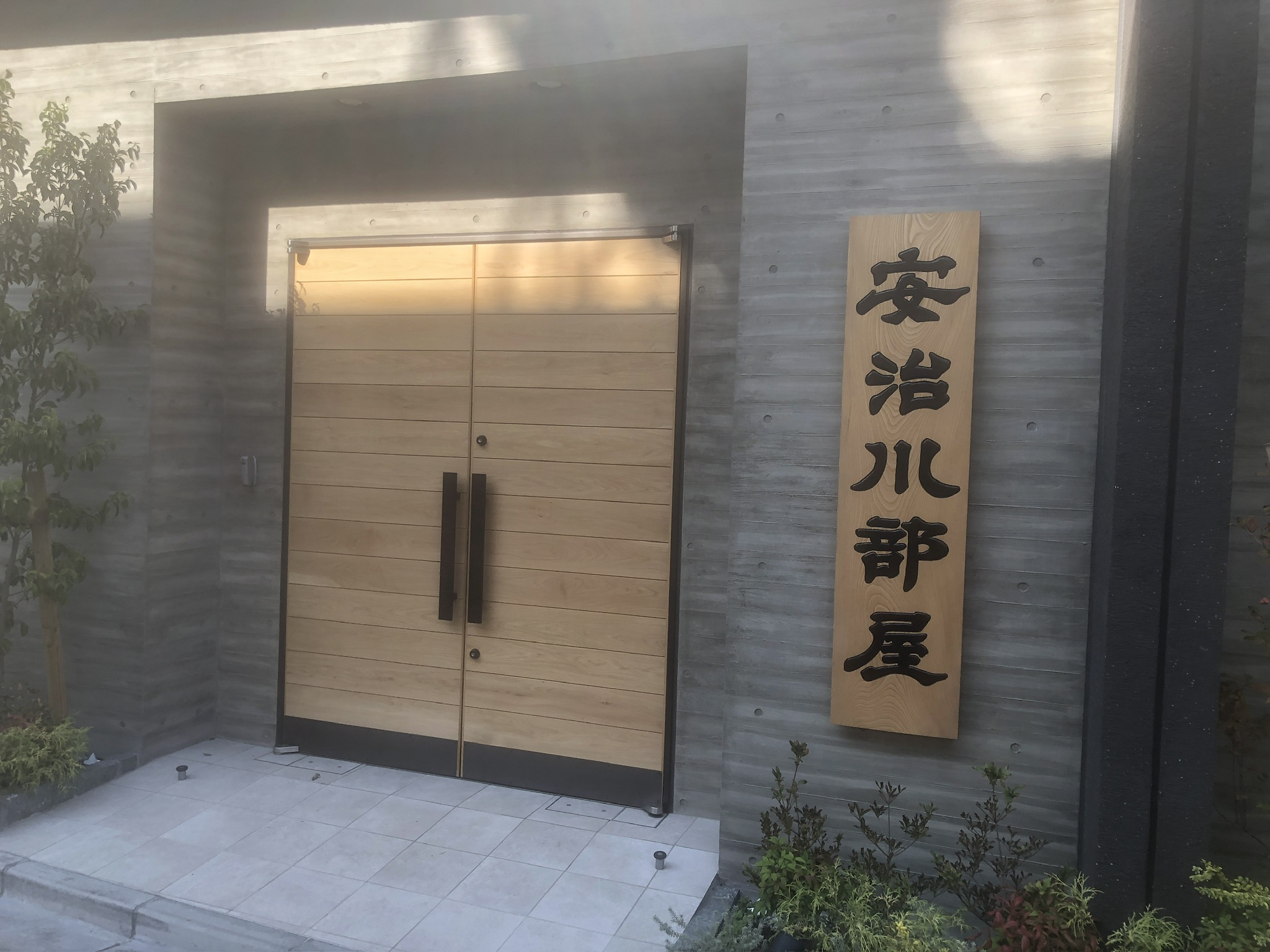
安治川部屋

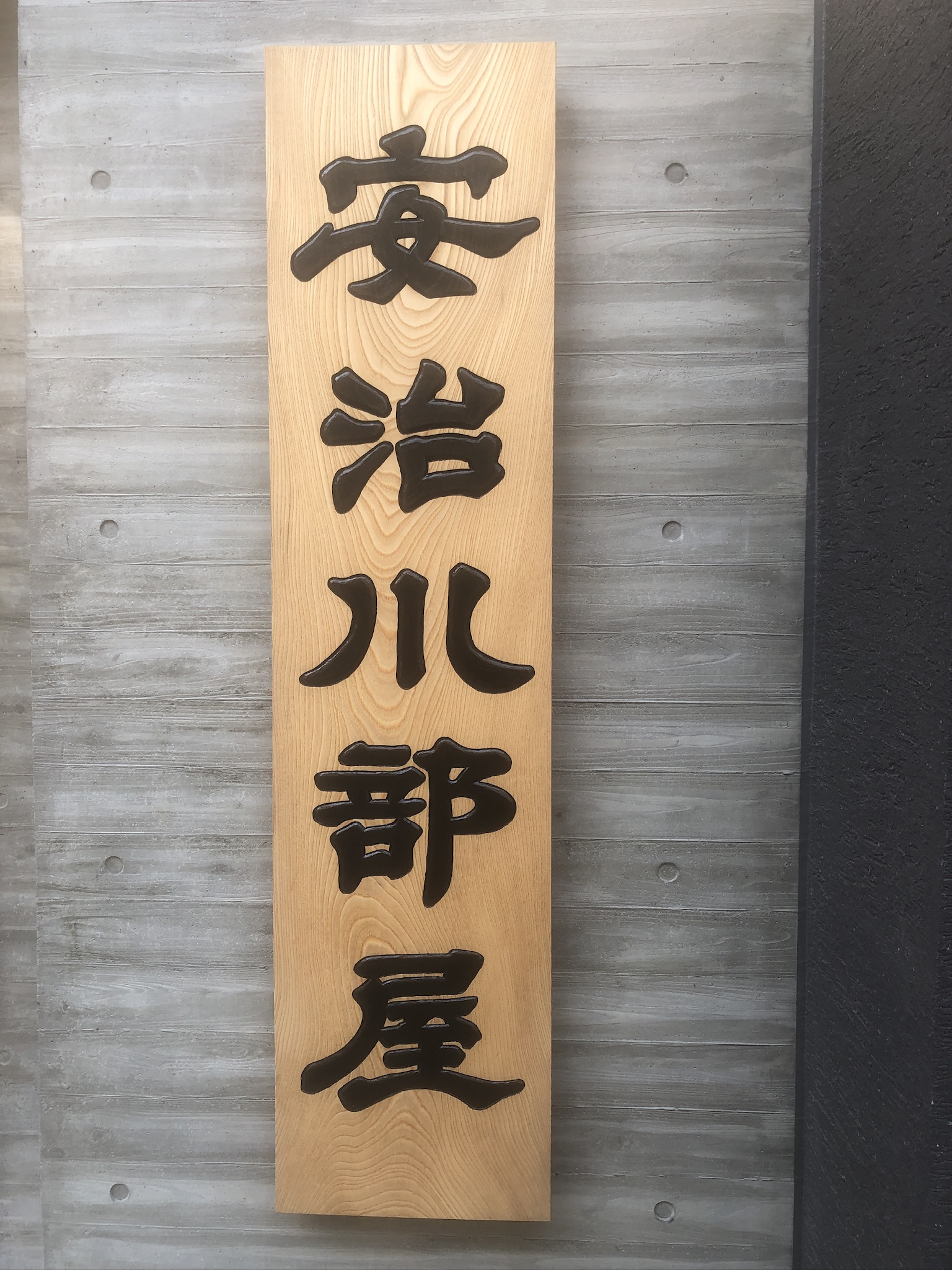
安治川部屋の看板

現役時代安治川部屋→伊勢ヶ濱部屋に所属していた元関脇・安美錦は2019年（令和元年）7月場所限りで現役を引退し、年寄・8代安治川を襲名した。8代安治川は2022年12月1日付で伊勢ヶ濱部屋から独立し、内弟子で自身の甥にあたる櫻庭（現・安櫻）1人を連れて新設扱いで安治川部屋を再興した。
部屋を再興した後は東京都江東区千田のビルに仮住まいを構えていたが、同じ江東区石島に建設していた新部屋の建物が完成し、2023年6月16日に部屋開きを行った。

## 所在地
- 東京都江東区石島4-1
- 都営地下鉄新宿線菊川駅徒歩12分[4]

## 師匠
- 8代：安治川 竜児（あじがわ りゅうじ、関脇・安美錦、青森）

## 力士

### 現役の関取経験力士
- 安青錦新大（前1・ウクライナ）8代弟子